# 구례공영버스터미널
구례공영버스터미널은 전라남도 구례군 구례읍 중앙로 8 (봉남리 11-6)에 위치한 버스터미널이다.
기존 터미널은 2층으로 구성된 건물이었지만 상당히 노후하여 이용객이 불편을 겪었으나 2011년 6월 24일부터 구례군에서 총 25억 여원의 예산이 투입해 새로운 터미널을 짓기 시작하였다. 2012년 4월 9일 여객터미널 1동(768m2)과 이용객의 편의 증진을 위한 주차장 및 녹지공간으로 새롭게 조성된 지금의 터미널 건물이 완공되었다. 새로이 지어진 터미널 건물은 한옥형 건물로 되어 있으며, 터미널 내부에는 매표소, 식당, 매점, 커피전문점, 특산품판매및홍보관(예정), 기사대기실, 여객사무실 등이 갖춰져 있다. 2016년 8월 8일부터 서울호남으로 가는 고속버스가 신설되었다. 이에 따라 부여받은 고속버스 전산망상의 터미널 번호는 519이다.

## 운행 노선

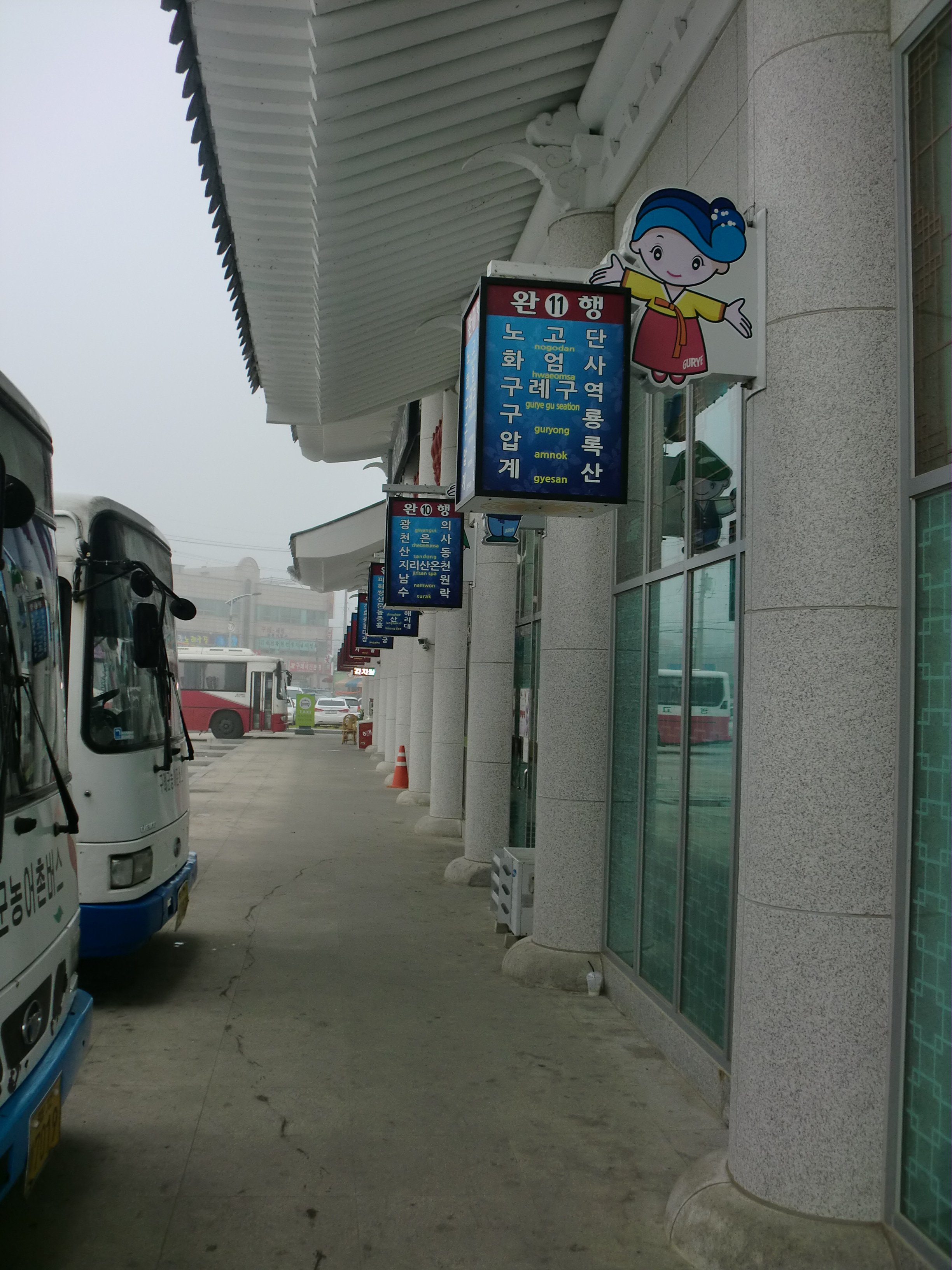

- 2009년 1월 15일부터 남부터미널로 가는 심야버스가 운행을 개시하였다.[1]
- 2015년 9월 11일부터 부천을 거쳐 인천까지 운행하는 노선이 신설되었다.[2]
- 2016년 8월 8일부터 서울호남으로 가는 고속버스가 신설되었다.

### 고속버스
| 구례 ↔ 서울호남 | 금호고속 | 구례 | ↔ | 서울남부 | 무정차 | 8회 | 6:50 | 8:20 | 10:20 | 11:50 | 13:50 | 15:50 | 17:50 | 19:50(심야특별 우등버스) |

시골치고 서울가는버스가 많다

### 시외버스
| 방면        | 행선지                                   |
| ----------- | ---------------------------------------- |
| 수도권 방면 | 서울남부                                 |
| 호남권 방면 | 광주, 남원, 문화동, 순천, , 여수, 화엄사 |
| 영남권 방면 | 부산서부, 서대구, 화개, 하동,            |

### 농어촌버스
- 구례군의 농어촌버스 시간표[깨진 링크(과거 내용 찾기)]